# Сіва (птах)

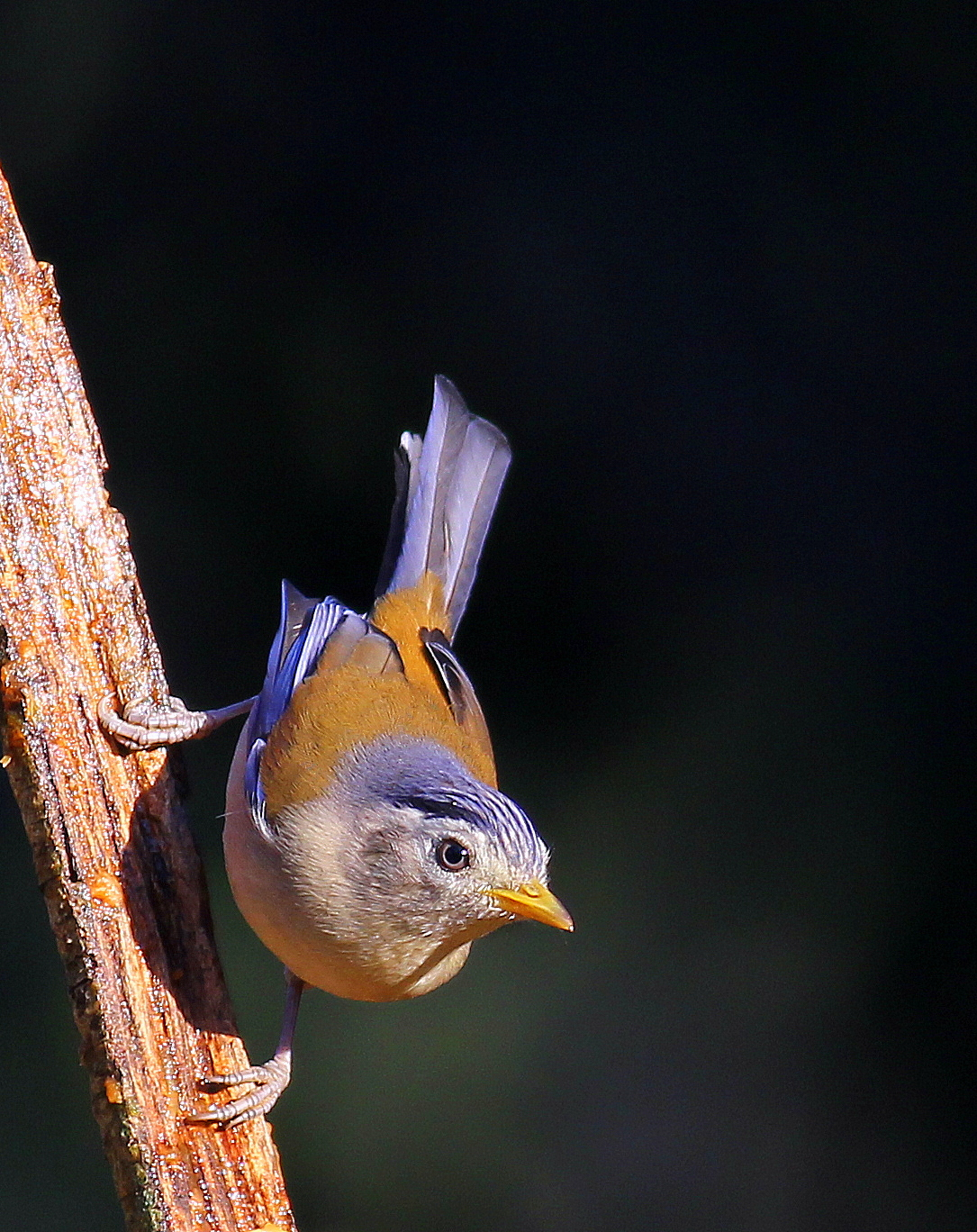
Сіва

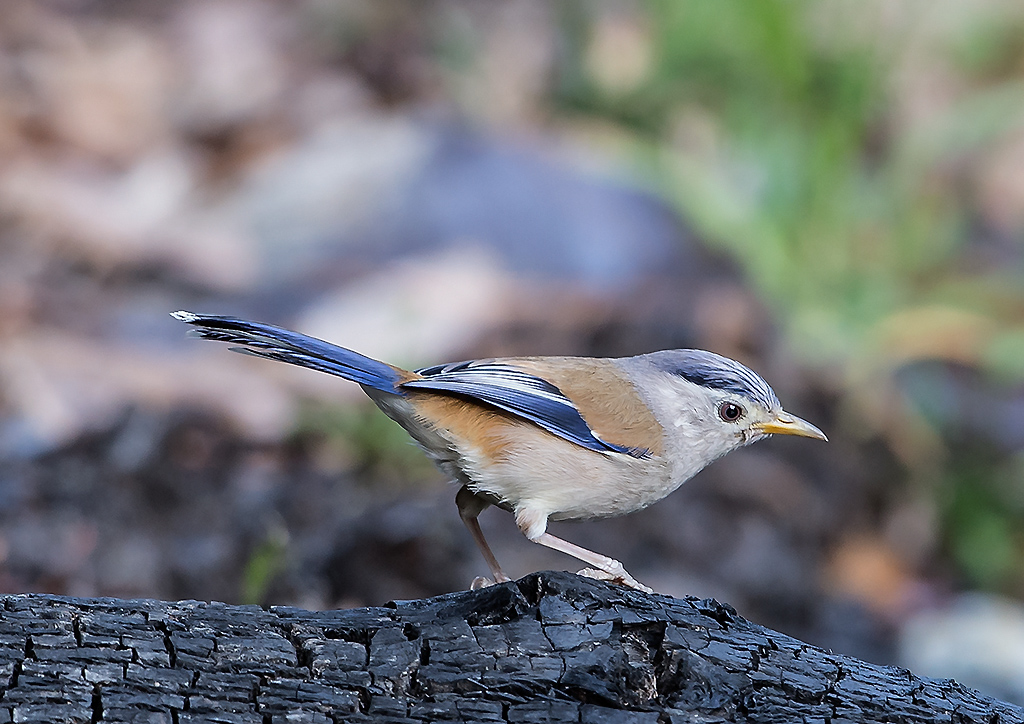
Сіва

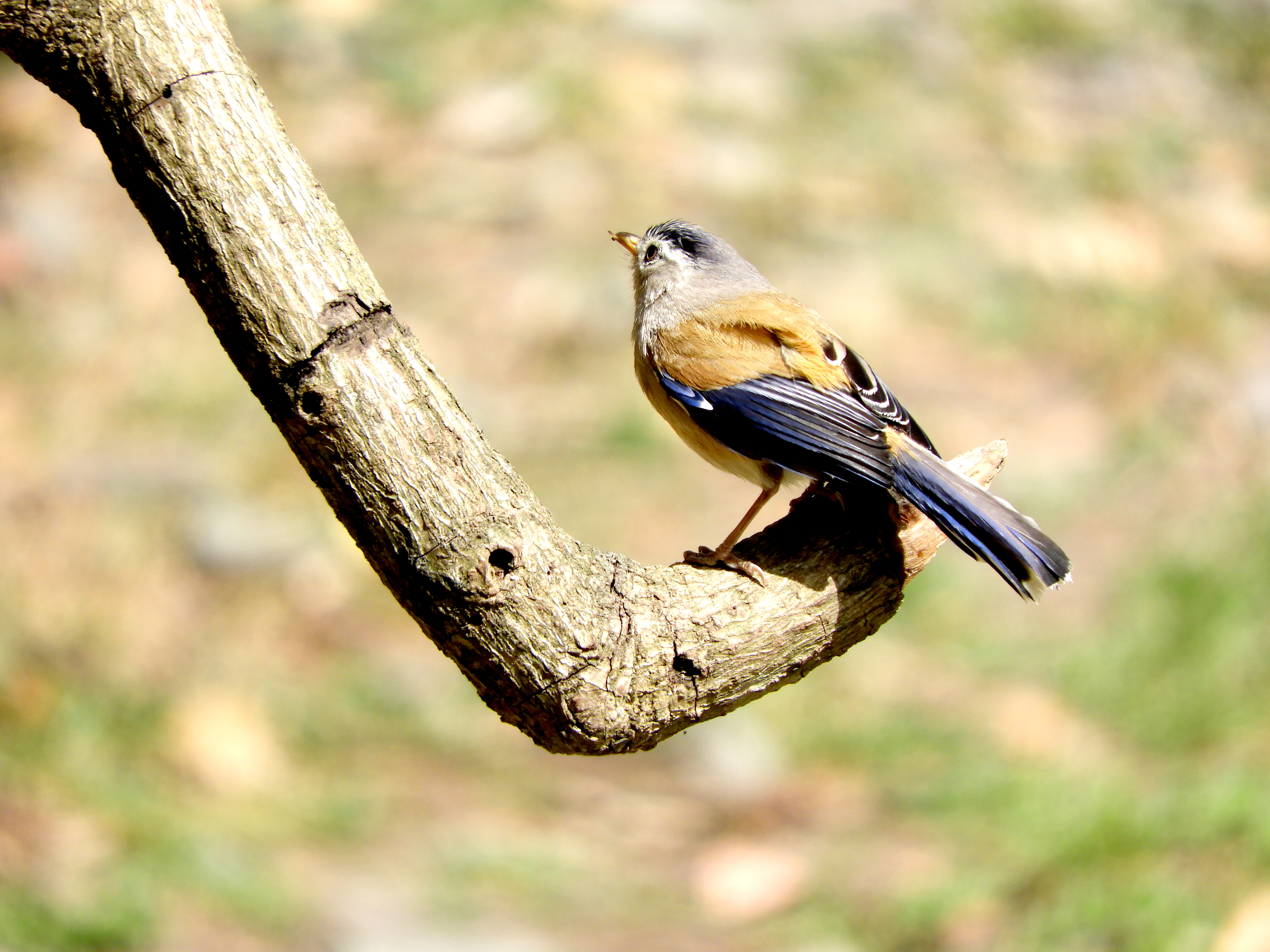
Сіва

Сі́ва (Actinodura cyanouroptera) — вид горобцеподібних птахів родини Leiothrichidae. Мешкає в Гімалаях і Південно-Східній Азії.

## Опис
Довжина птаха становить 14-16 см, вага 14-30 г. Виду не притаманний статевий диморфізм. Верхня частина тіла світло-коричнева, крила і хвіст сині, края крил і хвоста чорно-білі. Нижня частина тіла кремова. На тімені чорно-білі або чорно-сині смуги, над очима світлі "брови". Очі чорні, дзьоб жовтий. У представників деяких підвидів смуги на тілі можуть бути чорними.

## Підвиди
Виділяють вісім підвидів:
- A. c. cyanouroptera (Hodgson, 1837) — центральні і східні Гімалаї, північно-західна М'янма;
- A. c. aglae (Deignan, 1942) — південно-східний Ассам, західна М'янма;
- A. c. wingatei (Ogilvie-Grant, 1900) — північно-східна М'янма, північний Таїланд, південний Китай, північ Лаосу і В'єтнаму, острів Хайнань;
- A. c. sordida (Hume, 1877) — південно-східна М'янма, північно-західний і західний Таїланд;
- A. c. wirthi (Collar, 2011) — південний Лаос;
- A. c. orientalis (Robinson & Kloss, 1919) — східна Камбоджа і південний В'єтнам;
- A. c. rufodorsalis (Engelbach, 1946) — південно-східний Таїланд і південно-західна Камбоджа;
- A. c. sordidior (Sharpe, 1888) — Малайський півострів.

## Поширення і екологія
Сіви мешкають в Індії, Бутані, Непалі, Китаї, М'янмі, Малайзії, В'єтнамі, Лаосі, Таїланді і Камбоджі. Вони живуть у вологих гірських тропічних лісах і високогірних чагарникових заростях. Зустрічаються на висоті від 250 до 3000 м над рівнем моря. Взимку сіви мігрують в долини.

## Поведінка
Сіви живуть зграями до 20 птахів, іноді приєднуються до змішаних зграй птахів. Живляться комахами, їх личинками, ягодами і насінням. Сезон розмноження триває з березня по серпень. Гніздо чашоподібне, розміщується в чагарникових на висоті до 2 м над землею. В кладці від 2 до 5 синіх яєць. Інкубаційний період триває 14 днів.